# Le Tonneau des danaïdes
Le Tonneau des danaïdes és un curtmetratge mut francès del 1900 dirigit per Georges Méliès. Va ser estrenat per la Star Film Company de Méliès. Té una duració d'un minut.
La pel·lícula mostra un home fent servir trucs de càmera per omplir un barril amb vuit danaides. Quan totes hi entren, l'home revela que el barril està realment buit i surt de l'habitació. Al final, apareix en un barril, l'agita i s'hi ajup.